# Tamotsu Hashimoto
Tamotsu Hashimoto-Gothon (romanización de 橋本保) (agosto de 1933 – junio de 2008) fue un botánico japonés. Fue especialista en hongos, Bryophyta y en espermatófitas. Trabajó académicamente en el jardín botánico Tsukuba, del Museo Nacional de Ciencias, siendo director de esa Unidad

## Algunas publicaciones
- tamotsu Hashimoto, fumio Maekawa. 1970. On the Status and Scientific Name of a Japanese "Langsdorffianae" violet. 3 pp.
- fumio Maekawa, tamotsu Hashimoto. 1968. Nomenclatural treatments for the violets of Japan. 3 pp.
- 1964. Studies on Afghan plants (1). 6 pp.

### Libros
- 1991. Japanese indigenous Orchids in colour. Ed. Ienohikari Association. 295 pp. ISBN	4259536796
- fumio Maekawa, mikio Ono, tamotsu Hashimoto. 1984. Nihon no yasei shokubutsu ( La historia de las plantas silvestres en Japón). Vol. 20 de Banʼyū gaido shirīzu. 351 pp. ISBN 4-09-330020-8
- tamotsu Hashimoto, kiyoshi Kanda. 1981. Genshoku yasei ran: Japanese indigenous orchids in colour. Ed. Ienohikari Kyōkai. 246 pp.
- 1974. Contributions to the orchidology of Andean countries (1): Bolivian novelties from the collection of the scientific expedition to South America. Vol. 49 J. of Japanese Bot. 1971, parte 1. Ed. University of Tokyo. 18 pp.
- 1967. The violets of Japan. Ed. Seibundo-Shinko-sha. 227 pp.
- 1963. Violets of Japan.

## Eponimia
- (Orchidaceae) Bulbophyllum hashimotoi  T.Yukawa & K.Karas.[3]